# باکلان دم‌دراز

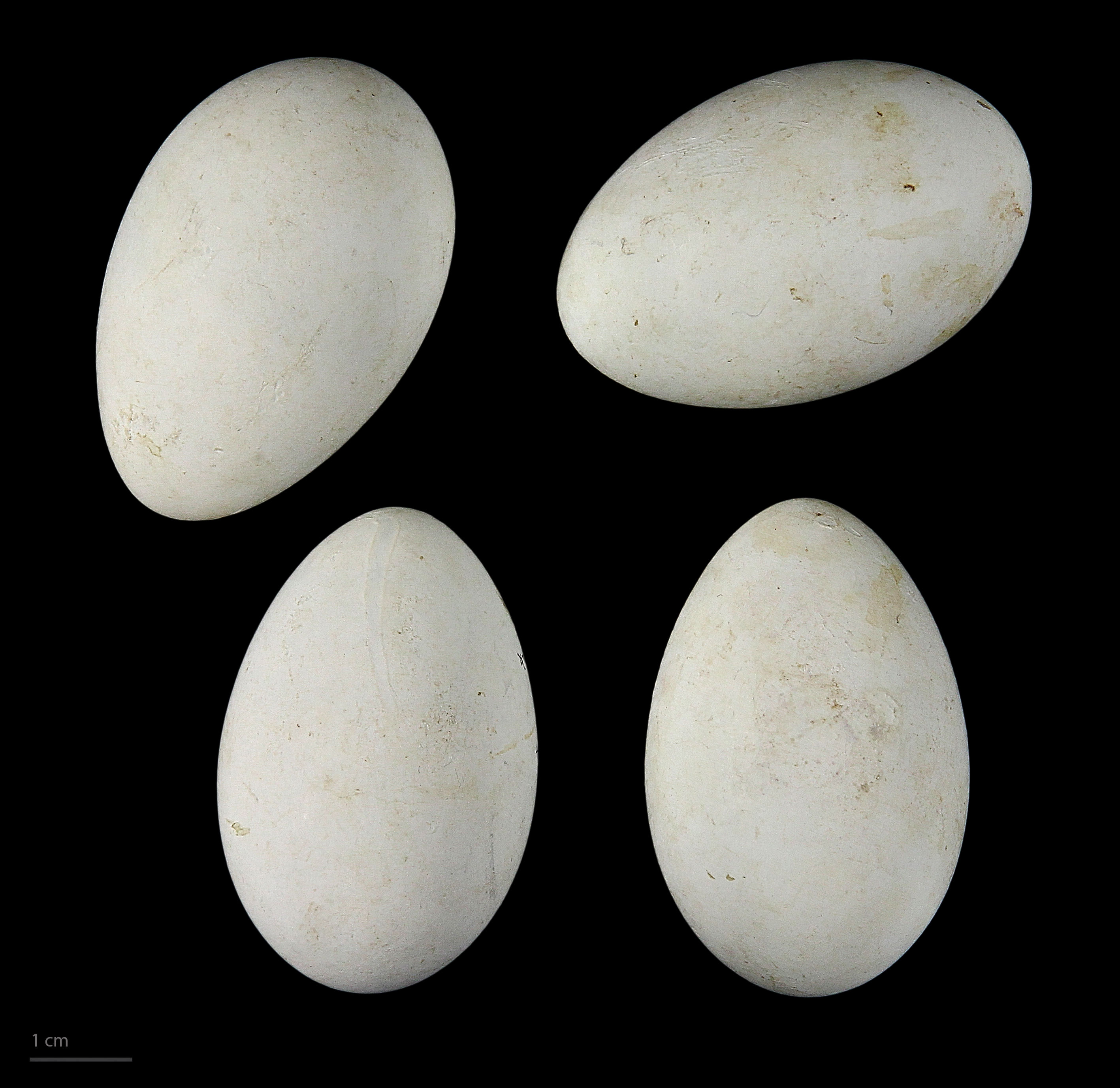
Microcarbo africanus

باکلان دم‌دراز (نام علمی: Microcarbo africanus) نام یک گونه از تیره باکلانان است.